# Palača Queluz
Palača Queluz (portugalsko Palácio de Queluz) je palača iz 18. stoletja v Queluzu, mestu občine Sintra, v okrožju Lizbone, na Portugalski rivieri. Ena zadnjih velikih rokokojskih stavb, zasnovanih v Evropi, je bila palača zasnovana kot poletno zatočišče za brata kralja Jožefa I., Pedra iz Braganze, ki je kasneje postal mož in kralj jure uxoris (kot kralj [[Peter III. Portugalski|Petra III.) s svojo nečakinjo, kraljico Marijo I.. Sčasoma je služila kot diskreten kraj zapora Marije I., ko je v letih po smrti Petra III. leta 1786 zbolela za hudo duševno boleznijo. Po uničenju palače Ajuda v požaru leta 1794 je palača Queluz postala uradna rezidenca portugalskega princa regenta Ivana in njegove družine in je tako ostala, dokler ni kraljeva družina leta 1807 po francoski invaziji na Portugalsko pobegnila v portugalsko kolonijo Brazilijo.
Delo na palači se je začelo leta 1747 pod vodstvom portugalskega arhitekta Mateusa Vicenteja de Oliveire. Čeprav je veliko manjša, se palača pogosto imenuje 'portugalski Versailles'. Od leta 1826 je palača počasi padla v nemilost portugalskih vladarjev. Leta 1908 je prešla v last države. Po resnem požaru leta 1934, ki je uničil eno tretjino notranjosti, je bila palača obsežno obnovljena in je danes odprta za javnost kot velika turistična atrakcija.
Eno krilo palače, imenovano Paviljon kraljice Marije I., ki ga je zgradil Manuel Caetano de Sousa, se trenutno uporablja kot uradno državno gostišče Portugalske, ki je namenjeno voditeljem tujih držav.

## Arhitektura in zgodovina
Arhitektura palače Queluz je reprezentativna za ekstravagantno obdobje portugalske kulture, ki je sledilo odkritju brazilskega zlata leta 1690. Od začetka 18. stoletja je bilo na Portugalskem zaposlenih veliko tujih umetnikov in arhitektov, da bi zadovoljili zahteve novo obogatele aristokracije; s seboj so prinesli klasične ideje o arhitekturi, ki so izhajale iz renesanse. V svoji zasnovi je Queluz upor proti prejšnjemu, težjemu baroku z italijanskim vplivom, ki je bil pred rokoko slogom po vsej Evropi.
Primerjave z veliko večjim in bolj baročnim Versaillesom so neupravičene; za Versailles pravijo, da ima avro veličastnosti in je bil zgrajen in posvečen razstavljanju v kamnu »vse slave Francije«, medtem ko je bila manjša palača v Queluzu opisana kot »prej izvrstna kot veličastna« in videti kot »zelo draga rojstnodnevna torta«. Arhitektura Queluza v svoji lahkomiselnosti odraža življenjski slog portugalske kraljeve družine v času njene izgradnje; med vladavino brata Petra iz Braganze, Jožefa I. V tem času je Portugalsko v praksi vodil valido – ali favorit – markiz Pombal. Pombal je kraljevo družino spodbujal, naj preživi dneve na podeželju in državne zadeve prepusti njemu. Tako je ekstravagantna, skoraj muhasta arhitektura Queluza tako ločena od bližnje portugalske prestolnice Lizbone; ki predstavlja politiko in družbene dogodke v tem obdobju, pa tudi brezskrbno in razkošno življenje, ki so ga vodili njegovi prebivalci. Vendar pa je bila vloga Queluza kot zatočišča za tiste brez odgovornosti kratkotrajna.
Ob vstopu na prestol kraljice Marije I. leta 1777 je nova kraljica Pombala odpustila. Ona in Peter III. sta vladala skupaj namesto njega; uporabila delno dokončan Queluz kot umik od državnih zadev na približno enak način, kot je Friderik Veliki uporabil svojo znamenito rokokojsko palačo Sanssouci.
Mesto, izbrano za predlagano poletno zatočišče, je bilo v osamljeni kotanji. Prvotno je bil v lasti markiza Castelo Rodriga. Ko so bili vladajoči Španci leta 1640 pregnani s Portugalske, je bil markiz obtožen sodelovanja s Španci, lastnino pa je zasegla portugalska krona. Posestvo in njegova lovska koča sta nato postala ena od mnogih posesti portugalskega kralja Ivana IV. Določil ga je kot eno od posesti, rezerviranih za drugega sina vladajočega monarha. Tako je prišel v roke Petra iz Braganze, drugega sina Ivana V.
Arhitekt Mateus Vicente de Oliveira se je med gradnjo kraljeve palače Mafra in njenega samostana izobraževal pri Ludovicu Ratisbonskem in Jean-Baptiste Robillonu. Zdi se, da večja, mračna in klasična Mafra ni vplivala na zasnovo Queluza, ki je v lahkotnejšem in bolj zračnem slogu.
Dela so se začela leta 1747 in so se pospešeno nadaljevala do leta 1755, ko jih je prekinil veliki potres leta 1755, po katerem so bili delavci bolj nujno potrebni za obnovo Lizbone. Vendar se je potres izkazal kot katalizator, saj je proces obnove mest spodbudil razvoj umetnosti na Portugalskem. Na kasnejšo arhitekturo Queluza so vplivale nove ideje in koncepti. Ko so se dela leta 1758 ponovno začela, je bila zasnova zaradi strahu pred ponovnim potresom prilagojena. Tako so kasnejša dela na palači dobila obliko nizkih, dolgih stavb, ki so bolj strukturno stabilne kot en sam visok blok. Kot rezultat, gledana od daleč, palača spominja na niz dolgih enfilad, povezanih z višjimi paviljoni, in ne na eno samo konstrukcijo.

## Zunanjost
Javno pročelje palače je obrnjeno neposredno na mestni trg in ima obliko dveh nizkih, simetričnih štirikotnih kril, ki obdajata naprej segajoča krila majhnega osrednjega corps de Logis in tako tvorita polkrožno dvorišče (cour d'honneur) glej ključ 1). Južno krilo zaključuje kapela s čebulasto kupolo, medtem ko severno vsebuje kuhinje in prostore za služabnike (glej ključe 2, 1 in 13). Edini okras na tej fasadi izhaja iz preprostih klasičnih pedimentov nad okni. Fasada, ki je najbolje vidna iz mesta, predstavlja očarljiv in brezstrasen javni obraz z enim arhitekturno najstrožjih vzpetin palače.
Leta 1760 je Pombal uredil, da se je brat kralja Jožefa I., Peter iz Braganze, poročil z njegovo hčerko Marijo, prestolonaslednico. Pombal je nato spodbudil par, naj s svojima otrokoma živita v nedokončani palači v Queluzu, stran od sedeža vlade. To je bilo najljubše zatočišče para in njun glavni dom pred pristopom Marije I. Nadaljnji dodatki so bili narejeni, da bi odražali dvig palače iz podeželskega zatočišča v kraljevo palačo. Vendar je kraljica ob njenem pristopu odpustila Pombala. Čutila je, da kot vladajoča monarhinja nima časa preživljati svojih ur na deželi. Peter III. se je malo vmešaval v državne zadeve, svoj čas je raje namenjal verskim zadevam in lovu.
Do smrti Petra III. leta 1786 so bila vsa notranja dela končana. Toda po moževi smrti se je kraljičino duševno zdravje začelo dramatično slabšati. Do leta 1794 sta se ona in njen dvor uradno nastanila za polni delovni čas v Queluzu, tako da je bila kraljica lahko skrita pred pogledi svojih podanikov. Njen najstarejši sin, bodoči kralj Ivan VI., je bil nato imenovan za regenta in je namesto nje vladal iz Lizbone v palači Mafra.
Leta 2004 je Svetovni sklad za spomenike začel s programom obnove svinčenih skulptur britanskega kiparja Johna Cheera, pa tudi nekaterih drugih značilnosti vrta. Projekt je v teku.

## Notranjost
Notranjost palače ni bila deležna nič manj pozornosti do podrobnosti in oblikovanja kot zunanjost. Francoski obrtniki so bili zaposleni za okrasitev sob, od katerih so mnoge majhne; njihove stene in stropi so poslikane tako, da prikazujejo alegorične in zgodovinske prizore. Polirane rdeče opeke so pogosto uporabljali kot talne obloge, da bi dali rustikalni videz, pa tudi za pomoč pri ohranjanju hladnejših prostorov v vročem vremenu. Številni visoki paviljoni, ki povezujejo različna spodnja krila palače, omogočajo niz dolgih, nizkih prostorov, ki jih lomi višja in svetlejša soba. Ena prevladujoča značilnost notranjosti so barvne azulejos glazirane ploščice, pogosto v slogu chinoiserie, z modrimi in rumenimi barvami v kontrastu z zamolklimi rdečimi. Drugi materiali, uporabljeni v notranjosti, vključujejo kamen, uvožen iz Genove; les iz Brazilije, Danske in Švedske; in barvni marmor, uvožen iz Italije. Veliko prostorov v palači je močno poškodoval požar leta 1934 in veliko je bilo izgubljenega.

### Državna stanovanja

#### Sala das Mangas
Sala das Mangas (edina soba v državnih stanovanjih, ki je nedotaknjena preživela požar leta 1934) je dolga galerija, obložena s stenskimi ploščami iz ploščic. Galerija vodi do enfilade svečanih prostorov, ki so bili vsi popolnoma obnovljeni. Formalne sobe palače sestavljajo tri velike dvorane: Sala dos Embaixadores, Glasbena soba in Plesna soba. Druge manjše sobe so Soba orožja (kjer bi se zbirale lovske skupine), ki je salon s freskami, ki ga je Pillement poslikal z drevesi in listjem.

#### Glasbena soba
Glasbena soba, ki sledi Sali dos Embaixadores, je okrašena s pozlačenim in pobarvanim lesom in je bila preoblikovana leta 1768. Stropni vložek s poslikanimi kartušami je znan po zapleteni rebrasti shemi zasnove, podobne tistim v preddverju v Caserti. Glasbena soba je urejena v bolj neoklasicističnem slogu kot druge svečane dvorane, kar odraža njeno preoblikovanje v obdobju po baroku in rokokoju v zadnji polovici 18. stoletja. Ta soba je bila prizorišče velikih koncertov, po katerih je bila palača znana. V sobi je še vedno veliki klavir Empire, okrašen s pozlačenimi aplikacijami. Nad klavirjem visi portret Marije I. Kot v mnogih drugih prostorih palače je Glasbena soba osvetljena z velikimi kristalnimi lestenci.
|  |  |

#### Plesna soba
Plesno sobo, zadnjo od treh največjih sob v palači, je zasnoval Robillon leta 1760. Da bi ustvaril to ovalno sobo, je arhitekt združil pet manjših sob. Ormolu rokokojski ornament ima obliko težke pozlate na stenah in stropu, tako bogatega, da ga primerjajo z Amalienburgom Françoisa de Cuvilliésa v dvorcu Nymphenburg. Stene in vrata so zrcaljena, pobarvan in pozlačen kasetiran strop pa podpirajo zlate kariatide.

#### Sala dos Embaixadores
Sala dos Embaixadores (Ambasadorska dvorana), včasih imenovana prestolna soba ali Dvorana ogledal, je zasnoval Robillon leta 1757 in je ena največjih sprejemnih sob v palači. Ta dolga, nizka soba ima strop, ki ga je poslikal Francisco de Melo in prikazuje portugalsko kraljevo družino, ki se udeležuje koncerta v času vladavine kraljice Marije I. Soba je izredno široka in svetla, obsega celotno širino palače, z visokimi okni na obeh straneh. Med vsakim oknom je polkrožna pozlačena konzolna mizica, nad katero so kozarci, okrašeni s kristalnimi svečniki. Prestolni podij, postavljen v apsidi, je obdan s pozlačenimi in zrcaljenimi stebri, tla pa so vzorec šahovnice iz črnih in belih marmornih ploščic.
|  |  |

#### Kapela
Med zasedenostjo palače s strani kraljice Marije I. in kralja Petra III., je bila kapela osrednjega pomena v dnevni rutini njunega dvora. Ni bilo naključje, da je bila kapela prvi del palače, ki je bil dokončan in je bila posvečena že leta 1752. Vera je bila eno izmed najljubših zanimanj Petra III. Med vladavino svoje žene je on skrbel za duhovne zadeve, ona pa za posvetne. Kraljičino zanimanje za vero pa ni bilo nič manj vneto kot zanimanje njenega moža in par je večkrat na dan obiskoval mašo.
Po smrti Petra III. je kraljica opustila vsa praznovanja v palači in državni sprejemi so prevzeli pridih verskih obredov. Kraljičina duševna bolezen je postala huda in njena verska gorečnost se je povečala. Queluz in njegova kapela sta nato postala njeno stalno zatočišče od sveta, dokler ni bila leta 1807 prisiljena pobegniti pred napredujočimi Francozi v Brazilijo, kjer je ostala v Riu de Janeiru do smrti 
leta 1816.
Kapela pod veliko čebulasto kupolo je temna, kavernozna in okrašena z izrezljanim pozlačenim lesom, njeni detajli pa so poudarjeni v rdeči, zeleni, modri in rožnati barvi; ustvaril portugalski kipar Silvestre Faria Lobo. Zgornji nivo ima galerije, ki jih uporabljajo kraljeve osebe, ki so sedele ločeno od kongregacije. Ena od teh galerij vsebuje majhne rokokojske orgle. Značilnost kapele je okrašena prenosna pisava; njegov marmornat bazen, ki počiva v dovršenem rokokojskem okvirju, na vrhu pa je izrezljan leseni pokrov.
|  |  |

## Posest
Queluz slovi po slavi svojih vrtov, ki vključujejo velik topiarni parter, postavljen v maniri Le Nôtre na zadnji strani palače (glej ključ 14). Flamski vplivi, vključno s kanali, v vrtu so delo nizozemskega vrtnarja Geralda van der Kolka, ki je Robillonu pomagal od leta 1760. Formalne terase in sprehajalne poti so še posebej zanimive zaradi kipov in fontan. Prevladujoča značilnost glavnega parterja je Portico dos Cavalinhos, vrtni tempelj, obdan z dvema alegoričnima konjeniškima kipoma, ki prikazujeta Slavo in dve sfingi, nadrealistično oblečeni v kostume iz 18. stoletja, ki združujeta formalno in fantastično. Ta nadrealistična tema se nadaljuje drugod po vrtovih, kjer se motivi, kot sta Ugrabitev Sabink in Abelova smrt, izmenjujejo s kipi oslov, oblečenih v človeška oblačila. Globlje v vrtovih je jama s kaskado. Kaskada Queluz, ki je bila kasneje priljubljena značilnost portugalskih vrtov, je bil prvi umetni slap, ki so ga zgradili blizu Lizbone.
Avenija ogromnih magnolij tvori pristop do klasičnega trakta Robillon palače (glej ključ 7), medtem ko iz krila dvojno stopnišče vodi do kanala. Stene kanala, ki so dolge več kot 100 metrov, so okrašene s ploščicami, ki prikazujejo morske krajine in z njimi povezane prizore. To je največji v nizu kanalov v vrtovih, obrobljenih s ploščicami azulejo v slogu chinoiserie. Zapornice v kanale, ki jih napaja potok, se odprejo šele maja. V 18. stoletju so bili kanali prizorišče praznovanj (fêtes champêtres), med katerimi so popolnoma opremljene ladje plule v procesijah s podobami na krovu v alegoričnih kostumih.
V vrtovih je tudi vodnjak s tritoni in delfini, ki je bil pripisan Berniniju. V spodnjih vrtovih so še fontane in kipi, vključno s pomembno zbirko kipov britanskega kiparja Johna Cheera (1709–1787). Ti vrtovi so postavljeni znotraj visokih živih mej iz tise in cipres ter magnolije in murve, ki jih je posadil maršal Junot med francosko okupacijo v napoleonskih vojnah.

## Kasnejša zgodovina
Po požaru v palači Ajuda leta 1794 sta princ regent Ivan in njegova žena Carlotta Joaquina sama začela uporabljati Queluz. Robillonovo krilo je bilo povečano in dobilo zgornje nadstropje za uporabo princese in njenih devetih otrok. Ti dodatki so bili uničeni v požaru leta 1934.
Leta 1807 je portugalska kraljeva družina zapustila Queluz in pobegnila v Brazilijo, da bi se izognila silam Napoleona I. leta 1807. Francoske okupacijske sile so prevzele nadzor nad palačo in njihovim poveljnikom, generalom Junotom, ter naredile več sprememb v stavbi. Ob vrnitvi kraljeve družine iz izgnanstva leta 1821 je kralj Ivan VI. raje živel v palači Mafra, svojo ženo, kraljico Carlotto Joaquino, pa je zapustil v Queluzu s teto princeso Mario Francisco Benedito. Kralj je redko obiskoval Queluz. Vendar pa je Ivan VI. umrl na enem od teh redkih obiskov v Kraljevi spalnici s krožno kupolo leta 1826.
Carlotta Joaquina, včasih opisana kot zlovešča, naj bi bila ambiciozna in nasilna. Njene poteze naj bi bile neprivlačne in bila je nizke rasti. Vendar pa je v Queluzu živela v velikem slogu in tam zaposlovala orkester, ki ga je William Beckford opisal kot najboljšega v Evropi. Kraljica je imela tudi majhno zasebno gledališče v vrtovih, od katerega danes ni ostalo nič. Umrla je v palači leta 1830.
Po smrti Carlotte Joaquine se je Queluz le občasno uporabljal kot kraljeva rezidenca in ni bil spet glavna rezidenca portugalske kraljevine. Ivan VI. in sin Carlotte Joaquine, kralj Miguel I. je uporabljal palačo med triletno državljansko vojno, ki jo je vodil proti svojemu najstarejšemu bratu in nekdanjemu kralju Petru IV., ki je bil zdaj vladajoči brazilski cesar Peter I., zaradi zadeve portugalsko nasledstvo, preden ga je Peter IV. leta 1834 prisilil v abdicijo in odšel v izgnanstvo. Leto pozneje je Peter IV. umrl zaradi tuberkuloze v starosti 35 let v Queluzu, kraju svojega rojstva. Hči Petra IV. Maria II. je vladala do svoje smrti leta 1853, nasledil pa jo je njen sin Peter V. Po prezgodnji smrti Petra V. med epidemijo kolere leta 1861 je prestol prešel na njegovega brata Ludvika I. Od tega časa naprej je kraljeva družina živela predvsem v prenovljeni palači Ajuda v Lizboni in palači Pena v Sintri, in se Queluz ni več uporabljal. Po atentatu na Ludvikovega sina Carlosa I. leta 1908 je palača prešla v last države. Portugalska je bila v nemiru revolucije in monarhija je padla dve leti pozneje.

## Nacionalni spomenik
V 21. stoletju so vrtovi palače, nekoč namakana oaza v središču izsušenih kmetijskih zemljišč, omejeni z avtocesto Radial de Sintra, ki napaja promet proti Lizboni in stran od Sintre. Vendar sta bila promet in turizem pomembna infrastrukturna katalizatorja za vzdrževanje in upravljanje palače.
Od leta 1940 je odprta za javnost kot muzej. V njej je velik del nekdanje kraljeve zbirke, vključno s pohištvom, preprogami Arraiolos, slikami ter kitajsko in evropsko keramiko in porcelanom.[2]
Mestni trg, s katerim se sooča palača, Largo do Palácio de Queluz, je od 18. stoletja dokaj nespremenjen. Velike hiše, nekoč domovi dvorjanov, in nekdanje kraljeve garde s zvonikom so še vedno strnjene okoli palače.
V zadnjih letih se je mesto Queluz močno razširilo in postalo eno od predmestij Lizbone. Palača Queluz je ena najpomembnejših javnih znamenitosti v metropolitanskem območju Lizbone.

## Državno gostišče
Pavilhão de D. Maria I (Paviljon kraljice Marije I.), ki sestavlja najjužnejše krilo palače, je bil zgrajen med tretjo in zadnjo gradbeno fazo, ki jo je izvedel Manuel Caetano de Sousa in je trajala od leta 1786 – leta kralja Smrt Pedra III. - do 1792.
Leta 1957 je bil paviljon kraljice Marije I. prenovljen, da bi služil kot uradno državno gostišče portugalske vlade za obiske voditeljev držav in vlad. Načrtovana državna turneja kraljice Elizabete II. leta 1957 je bila glavni motivacijski dejavnik pri prenovi paviljona v državno gostišče.
Danes paviljon še vedno gosti gostujoče goste. Zato njegove svečane sobe niso odprte za javnost kot del nacionalnega spomenika palače Queluz, saj jih uporabljajo za uradno pogostitev državnih uradnikov.